# Arba (Friaul-Julisch Venetien)
Die Gemeinde Arba (furlanisch Darbe) liegt in Nordost-Italien in der Region Friaul-Julisch Venetien. Sie liegt nördlich von Pordenone und hat 1332 Einwohner (Stand 31. Dezember 2024).
Die Gemeinde umfasst neben dem Hauptort Arba die Ortschaft Colle. Die Nachbargemeinden sind Cavasso Nuovo, Fanna, Maniago, Sequals, Spilimbergo und Vivaro.